# Карашина (Черкасская область)
Карашина (укр. Карашина) — село в Корсунь-Шевченковском районе Черкасской области Украины.
Население по переписи 2001 года составляло 616 человек. Занимает площадь 1,582 км². Почтовый индекс — 19463. Телефонный код — 4735.

## Местный совет
19431, Черкасская обл., Корсунь-Шевченковский р-н, с. Черепин